# Dimítris Sylloúris
Dimítris Sylloúris (grec moderne : Δημήτρης Συλλούρης ; turc : Dimitris Şilluris), né le 27 juillet 1953 à Nicosie, est un homme politique chypriote grec. Il est l'ancien président du parlement chypriote et a été le leader du Parti européen entre 2005 et 2016.